# Édison Toloza
Édison Toloza Colorado (ur. 15 czerwca 1984 w Santa Barbara de Iscuandé) – kolumbijski piłkarz występujący na pozycji napastnika.

## Kariera klubowa
Toloza rozpoczynał swoją karierę piłkarską w klubie Deportivo Pereira, w którego barwach w 2006 roku zadebiutował w Copa Mustang. Nie potrafił jednak wywalczyć sobie miejsca w pierwszym składzie, wobec czego po upływie sezonu odszedł do zespołu Deportes Quindío z siedzibą w mieście Armenia. Tam od razu został kluczowym graczem drużyny, tworząc skuteczny ofensywny duet z Luisem Fernando Mosquerą, a 4 lutego 2007 w przegranym 2:3 spotkaniu z Deportivo Cali, strzelił premierowego gola w najwyższej klasie rozgrywkowej. Jego udane występy zaowocowały po roku przenosinami do znacznie bardziej utytułowanego Independiente Santa Fe, lecz tam tylko trzykrotnie zdołał wpisać się na listę strzelców i nie odniósł większych sukcesów. Na początku 2009 roku podpisał umowę ze swoim macierzystym Deportivo Pereira, gdzie spędził następne sześć miesięcy, po czym przeszedł do jednego z najbardziej zasłużonych klubów w kraju, América de Cali. Barwy tej drużyny reprezentował z kolei przez półtora roku, przeważnie w roli rezerwowego, nie zdobywając żadnego trofeum.
Wiosną 2011 Toloza został graczem ekipy Millonarios FC ze stołecznej Bogoty. W tej drużynie spędził udany rok jako podstawowy napastnik, odnosząc pierwsze sukcesy w profesjonalnej karierze – podczas wiosennych rozgrywek Apertura 2011 z dziewięcioma bramkami na koncie został wicekrólem strzelców ligi kolumbijskiej, zaś kilka miesięcy później zdobył z Millonarios krajowy puchar – Copa Colombia. Na początku 2012 roku wyjechał do Meksyku, gdzie przeszedł do klubu Monarcas Morelia. W tamtejszej Liga MX zadebiutował 15 stycznia 2012 w przegranym 0:3 spotkaniu z Pumas UNAM. W drużynie Morelii spędził pół roku, będąc jednak wyłącznie rezerwowym drużyny, wobec czego udał się na sześciomiesięczne wypożyczenie do Puebla FC. Tam regularniej pojawiał się na ligowych boiskach, zdobył również premierową bramkę w lidze meksykańskiej – 29 lipca 2012 w przegranej 1:3 konfrontacji z Tolucą. Zarówno z Morelią, jak i z Pueblą nie zdołał jednak odnieść żadnego sukcesu.
W styczniu 2013 Toloza powrócił do ojczyzny, zostając piłkarzem zespołu Atlético Junior z miasta Barranquilla.
| Sezon     | Klub                   | Kraj     | Rozgrywki    | Mecze | Bramki |
| --------- | ---------------------- | -------- | ------------ | ----- | ------ |
| 2006      | Deportivo Pereira      | Kolumbia | Copa Mustang | 3     | 0      |
| 2007      | Deportes Quindío       | Kolumbia | Copa Mustang | 35    | 13     |
| 2008      | Independiente Santa Fe | Kolumbia | Copa Mustang | 36    | 3      |
| 2009      | Deportivo Pereira      | Kolumbia | Copa Mustang | 13    | 2      |
| 2009      | América de Cali        | Kolumbia | Copa Mustang | 13    | 3      |
| 2010      | América de Cali        | Kolumbia | Copa Mustang | 20    | 4      |
| 2011      | Millonarios FC         | Kolumbia | Copa Mustang | 38    | 20     |
| 2011/2012 | Monarcas Morelia       | Meksyk   | Liga MX      | 8     | 0      |
| 2012/2013 | Puebla FC              | Meksyk   | Liga MX      | 14    | 2      |
| 2013      | Atlético Junior        | Kolumbia | Copa Mustang |       |        |